# Körsch

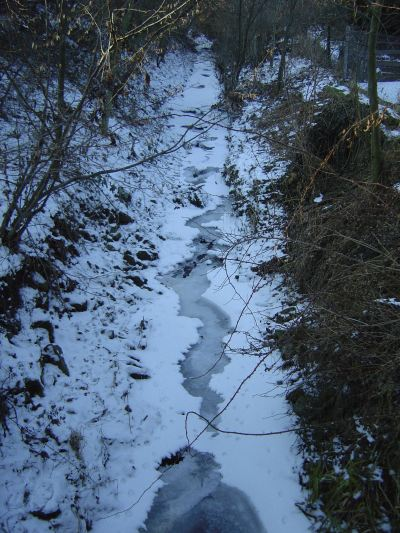
Bachverlauf kurz nach der Entstehung der Körsch

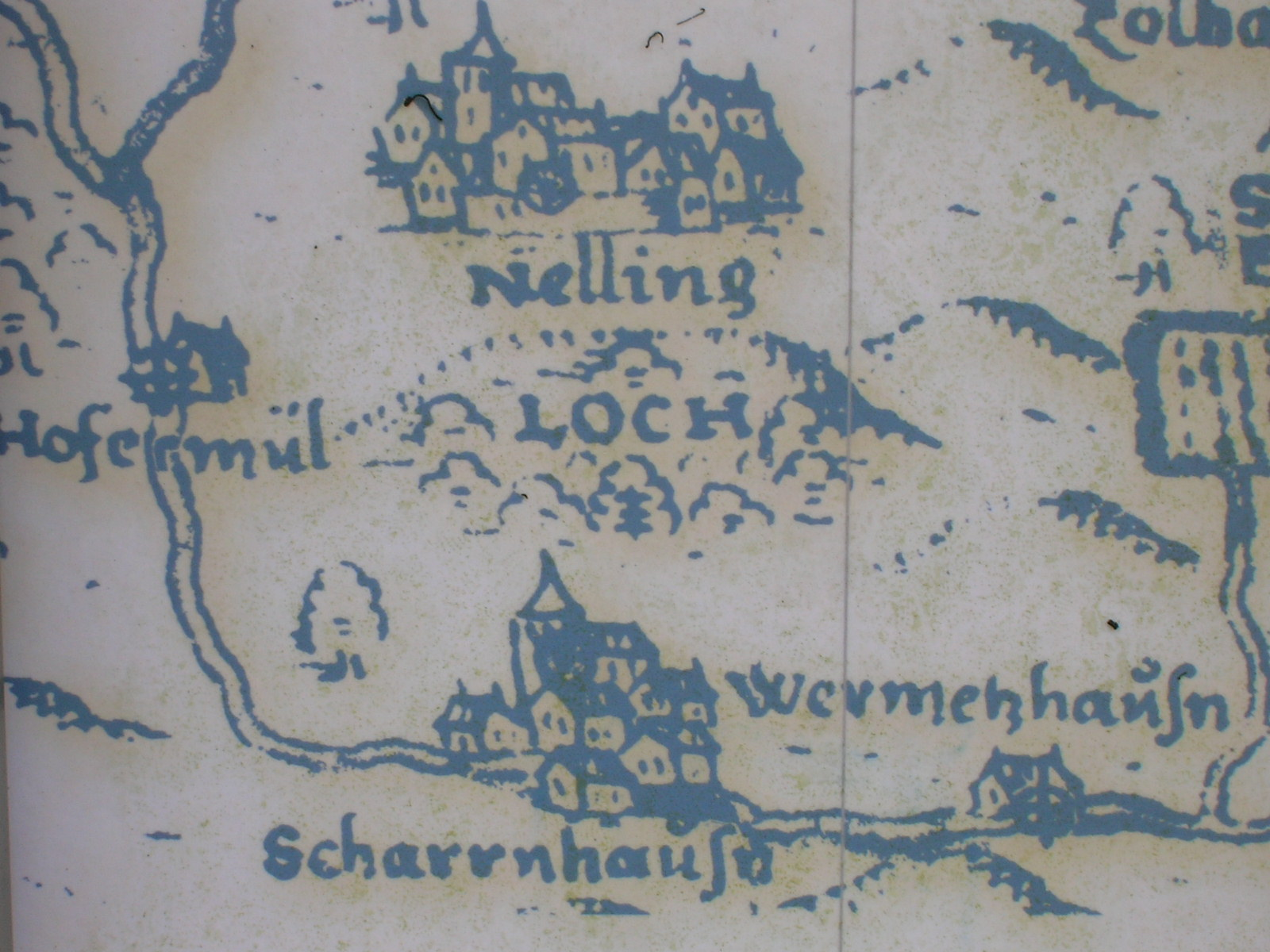
Wörnitzhausen

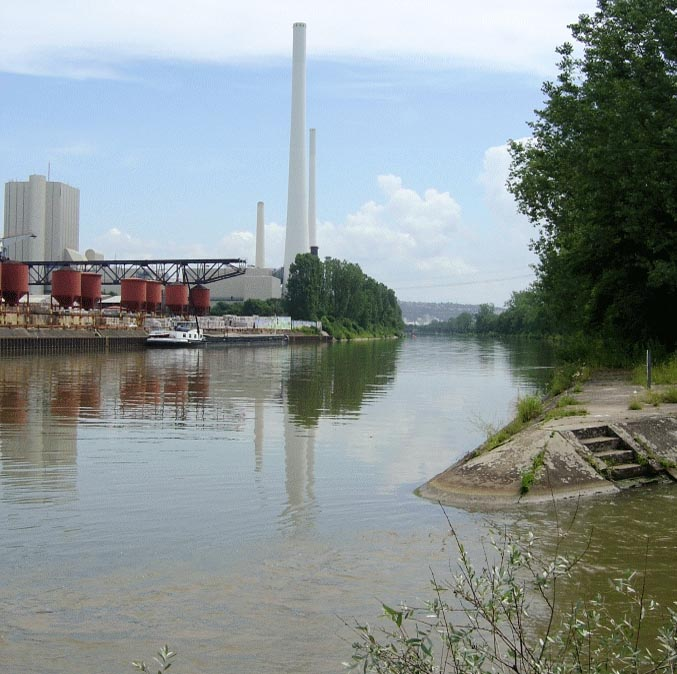
Einfluss der Körsch in den Neckar, Sommer 2006

Die Körsch ist ein kleinerer linker Zufluss des Neckars in Baden-Württemberg im Gebiet der Landeshauptstadt Stuttgart und weiter abwärts im Landkreis Esslingen. Sie ist nach dem Neckar das zweitgrößte Gewässer in Stuttgart und entsteht aus dem Zusammenfluss von rechtem Sindelbach und linkem Aischbach in Stuttgart-Möhringen. Sie mündet nach fast 27 km Lauf über die Fildern auf der Stadtgrenze von Esslingen am Neckar zu Deizisau.

## Name
Im 13./14. Jahrhundert ist mehrfach der Name „Kerse“ überliefert, erstmals 1262. Er geht auf spätindogermanisches *Karisia zurück. Hierin verbirgt sich das Wort „kar“, das so viel wie „hart/steinig“ bedeutet und auf das so geartete Bachbett hinweist. Mundartlich wird der Name als „Kersch“ ausgesprochen. Die heutige amtliche Schreibweise mit „ö“ tradiert vermutlich eine vorübergehende mundartliche Aussprachevariante oder es handelt sich um eine sog. hyperkorrekte Schreibung, weil im Schwäbischen der Laut "ö" gewöhnlich entrundet als "e" realisiert wird.

## Flussgeschichte
Die Körsch war, ebenso wie der Neckar oberhalb des Plochinger Neckarknies, im Tertiär einst ein Vorfluter der Urlone, die nach Osten in die Urdonau mündete. Damals ragte die Schwäbische Alb noch so weit nach Norden, dass die Körsch auf einer inzwischen abgetragenen Hochfläche floss. Auch das heutige Neckartal zwischen Esslingen am Neckar und Plochingen war einst Teil dieses nach Osten orientierten Flusssystems.
Vom Rhein her kommend, schnitt sich aber im späten Tertiär der Urneckar immer weiter rückwärts in dieses Urdonaugebiet ein und grub der Urdonau die Urlone und ihre Nebenflüsse ab, die seitdem nach Westen entwässern. Das auffällige Neckarknie bei Plochingen ist Zeuge dieses erdgeschichtlichen Vorgangs. Die Körsch behielt, ebenso wie der Neckar oberhalb Plochingens, die alte östliche Fließrichtung bei, so dass sie heute bei Deizisau in „falscher“ Richtung auf den Neckar zufließt und in ihn einmündet.

## Geographie

### Verlauf

#### Quellast Sindelbach
Der Sindelbach beginnt in einem etwa 1 km² großen Waldgebiet zwischen dem Autobahnkreuz Stuttgart im Westen und dem Siedlungsrand von Stuttgart-Vaihingen im Osten. Dort entstehen zwischen dem Waldgewann Wannenhäule im Westen und dem Waldheim im Osten drei Gewässerläufe, deren längster einen Teich durchfließt, an dessen Auslauf auf etwa 463 m ü. NN der Bach beginnt.
Der junge Sindelbach zieht, nacheinander die zwei anderen genannten Zuflüsse aufnehmend, nach Norden, verlässt nach etwa einem halben Kilometer den Wald und dreht dann auf Ostkurs. Schon hier begleiten ihn beidseits Siedlungsflächen Stuttgarts in einem Abstand von nie mehr als 300 m. Nach anderthalb Kilometern fließt er verrohrt weiter, speist den Rosentalsee im Freibad Rosental sowie danach den Vaihinger Feuersee und tritt dann ganz in den Großstadt-Siedlungsraum ein, wo er zunächst verrohrt unter der Vollmoellerstraße läuft. Nach insgesamt etwa zweieinhalb Kilometern unterquert er so im Bereich des Vaihinger Bahnhofs die Filderbahn. Danach zieht er, nur teilweise verrohrt, durch eine Gewerbezone weiter nach Osten, bis er an dessen Ortsrand für einen guten Kilometer baumbegleitet und wenigstens an einer Seite an unbesiedelte Landwirtschaftsfläche grenzend weiterläuft. Ein kurzes Stück in Möhringen fließt er auch noch offen, dann ist er ab etwa der Vikarstraße wieder verrohrt. Nach insgesamt etwa 5,2 km fließt er südöstlich des Möhringer Zentrums von rechts mit dem Aischbach zusammen.

#### Quellast Aischbach
Der Aischbach entsteht am Nordostrand von Möhringen, wenig östlich des Riedsees an der Sigmaringer Straße. Auf Westlauf durchquert er diesen und biegt dann, beidseits von Feldern begleitet, langsam nach Süden, tritt im westlichen Abschnitt der Tailfinger Straße in ihn ein, fließt ab hier verrohrt unter der Rosenwiesstraße nach Süden und wird an deren Südende nach Südosten unter dem Bahnhof durchgeführt. Danach folgt er dem Straßenzug aus Filderbahnstraße und Streibgasse bis zur Dinghofstraße, kurz danach fließt er nach einem Lauf von 2,2 km von links mit dem Sindelbach zur Körsch zusammen.

#### Körsch

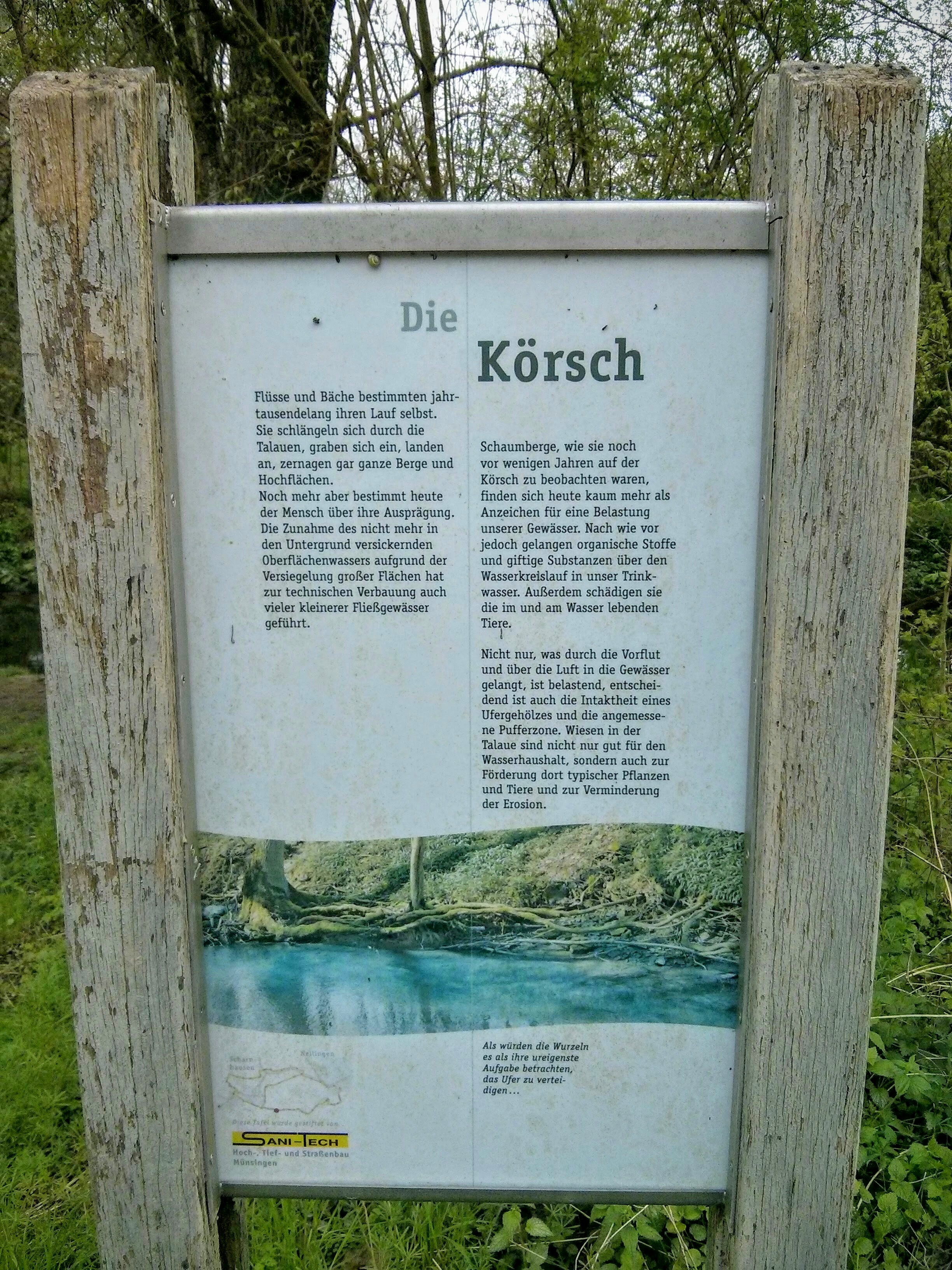
Informationstafel zur Körsch im Körschtal nahe Scharnhausen

Nach einem guten Kilometer nach Südosten nimmt die Körsch ihren ersten Zufluss auf, es ist der von rechts mündende Schwarzbach – auch nach dem kürzeren Oberlauf Steinbach genannt – dessen Quellen im Westen bei Stuttgart-Rohr und -Dürrlewang liegen. Er hat mit 5,4 km – gerechnet auf dem längeren Oberlauf Schwarzbach – die größte Länge aller Zuflüsse am Oberlauf und ist nur der erste von etlichen rechten Nebenflüssen, deren obere Quellen meist recht nahe am tiefen, die Fildern im Südwesten begrenzenden Taleinschnitt des Reichenbachs liegen und die dann in recht genauem Ostlauf auf die Körsch stoßen.
Nach diesem Zulauf fließt die Körsch selbst östlich weiter, unter der Körschtalbrücke der B 27 hindurch und ins Naturschutzgebiet Weidach- und Zettachwald ein. Darin geht sie wieder auf Südostkurs, bis vor Plieningen vor dem Ende des Schutzgebietes der nächste Zufluss aus dem Westen in sie einmündet, der Frauenbrunnen. Wieder fließt sie durch Plieningen in dessen Richtung weiter, passiert am Ostrand des Dorfes den Neuen Botanischen Garten der Universität Hohenheim auf dem linken Hang, wo die sogenannte Filderquerlinie der Landesstraße 1016 sie quert.
Nun mündet der bei Degerloch entspringende, 5,6 km lange Ramsbach aus dem Nordwesten von links ein. Es ist der einzige linke Zufluss, der ein leidliches Zulaufsystem ausbilden konnte, denn danach ist die Körsch schon bald so dicht an den auf dieser Seite von ihr fließenden Neckar gerückt, dass für bedeutenderen Zulauf von links kein Platz mehr ist. Hier beginnt das Naturschutzgebiet Häslachwald, an dessen Ostrand der Fluss das Gebiet Stuttgarts verlässt und in die Stadt Ostfildern übertritt.
In der Gemarkung von Kemnat liegen auf dem Talgrund die Pferdeställe Neumühle und Stockhausen; vor dem folgenden Gestütshof, auch Hofer Mühle genannt, liegt auf dem Mündungssporn des linken Höfelbachs der Scharnhäuser Vulkanschlot, in der Landschaft erkennbar an einer alten Abbaugrube auf das im schmalen Schlot erstarrte Ergussgestein. Flussabwärts schließt sich gleich Scharnhausen an, durch das der Rohrbach eingeleitet wird. Dem Krähenbach, der am Ostrand des Dorfes von Norden zuläuft, folgte früher nahe die Straßenbahn Esslingen–Nellingen–Denkendorf. Dieser Bach ist eingebunden in das Regenwasser-Überlaufbeckensystem (RÜB) der Stadt Ostfildern. Am inzwischen ostsüdöstlichen Lauf der Körsch folgt im Tal die Wörnizhäuser Mühle auf der Linken, nach der das 724 m lange Körschtalviadukt der L 1202, Zubringer Esslingens zur A 8, in 55 Metern Höhe das Tal überspannt. Kurz darauf verlässt der Fluss das Gebiet von Ostfildern und tritt in die Gemarkung von Denkendorf ein.
Gleich nach einem kurzen linken Zulauf am Ortsrand fließt die Körsch zunächst am Denkendorfer Freibad vorbei, und danach am ehemaligen Kloster Denkendorf, das rechts des Flusslaufes liegt. Knapp einen Kilometer weiter mündet der längste Nebenfluss der Körsch, der 14,0 km lange rechte Sulzbach. Seine obersten Quellen liegen weit im Westen am Abhang der Weidacher Höhe bei Echterdingen. Er entwässert außer der waldlosen westlichen Filderhochfläche auch am Unterlauf das Waldgebiet des Sauhags bei Neuhausen. An der Einmündung ist zugleich der südlichste Punkt des Körsch-Laufs erreicht.
Der Fluss wendet sich nun immer mehr in Richtung Norden. An beiden Talhängen setzt Wald ein, der sich bis zum Eintritt ins Neckartal fortsetzt. Rechts liegt hier bald die Friedrichsmühle, auch Körschbachmühle genannt, am Ende der Denkendorfer Gemarkung folgt ein Gewerbegebiet im tiefen Waldtal auf derselben Seite dem untersten Lauf. Danach verlässt die Körsch die Gemeinde und ist auf ihren restlichen nur noch gut 300 Metern Grenze zwischen dem Esslinger Stadtgebiet im Westen und der Gemarkung von Deizisau im Osten. Unterhalb der ehemaligen Körschburg zur Rechten mündet die Körsch auf 242,1 m ü. NN nach einem Lauf von 26,3 km ab dem Ursprung des Sindelbachs von links in den Neckar.

### Einzugsgebiet
Die Körsch entwässert eine Fläche von etwa 130 km² in grob östlichem Lauf zum Neckar. Ihr Einzugsgebiet liegt im Naturraum der Filder und umfasst dessen die mittlere und nordwestliche Anteile, nämlich die Teilräume des Nördlichen Fildersattels (Nr. 106.13), der Inneren Fildermulde (Nr. 106.12) und eines kleinen Zwickels des Nürtinger-Esslinger Neckartals (Nr. 106.2). Das Einzugsgebiet hat ungefähr die Kontur eines west-östlich orientierten Drachens mit dem spitzen Dracheneck im Osten. Es erstreckt sich etwa 22,5 km weit vom Autobahnkreuz Stuttgart nah dem Sindelbach-Ursprung ostwärts bis zum höchsten Punkt des vom Plochinger Neckarknie umlaufenen Fildersporns. Quer dazu ist es mit etwa 11,5 km am breitesten zwischen dem Stuttgarter Bopser im Norden und einer Erhebung im westlichen Plattenhardt im Süden.
An der Nordwestspitze grenzt nur auf kurzer Strecke das Einzugsgebiet der Würm an, die über Nagold und Enz weit unterhalb in den mittleren Neckar entwässert. Im Nordwesten läuft der Stuttgarter Nesenbachs unmittelbar zum Neckar. Hinter der Wasserscheide an der Nordostseite fließt in wenig Entfernung von ihr der Neckar selbst von Südost nach Nordwest, auch im Südosten ist dieser Fluss oberhalb seines Plochinger Knies zunächst der nächste große Konkurrent. Weiter westlich an der südöstlichen Wasserscheide schiebt sich dann das Einzugsgebiet des Neckar-Zuflusses Aich vor den Neckar. Zur Aich fließt dicht hinter der südwestlichen Wasserscheide und parallel zu dieser der Reichenbach.
Die höchste Erhebung im Einzugsgebiet liegt an seinem Rand nahe der Westspitze im Waldgewann Ochsen von Sindelfingen, sie erreicht nicht ganz 525 m ü. NN. Die Wasserscheiden im Südwesten gegen den Reichenbach und im Nordwesten gegen den Nesenbach sind am prominentesten ausgebildet.

### Zuflüsse
Liste der Quelläste und Zuflüsse auch höherer Ordnung, jeweils eingerückt unter dem unmittelbaren Vorfluter und aufgereiht von Quelle zur Mündung. Mit  durchflossenen Seen. Länge, Seefläche, Einzugsgebiet, Höhe in der Regel nach den einschlägigen Layern der Online-Kartendienste des LUBW. Siehe bei den →Weblinks. Angaben zu Längen und Flächen auf eine Nachkommastelle gerundet.

Kursivierte Gewässernamen stehen als Eigennamen in einer der benutzten Quellen, ansonsten wurde ersatzweise eine beschreibende Bezeichnung gewählt, von der dann nur die kursivierten Anteile (Talnamen, Bergnamen, Gewannnamen usw.) als Eigennamen aus den Quellen stammen.

Andere Quellen sind vermerkt.
Ursprung der Körsch auf etwa 409 m ü. NN durch Zusammenfluss von Sindelbach und Aischbach in Stuttgart-Möhringen zwischen Unterer Brandstraße und Dinghofstraße.
- Sindelbach, rechter und westlicher Haupt-Quellast, 5,7 km und 3,9 km². Entsteht als Auslauf  eines  0,1 ha großen Teichs zwischen Wannenhäule im Nordwesten und dem Rohrer Waldheim im Südosten im Wald auf etwa 466 m ü. NN. Der Teich hat einen Zulauf aus dem Süden, der bis zum Auslauf herab gemessen ca. 0,6 km Länge hat und auf etwa 498 m ü. NN entsteht. Der Sindelbach teilt mit der Körsch die Gewässerkennziffer.
  - (Waldbach), von rechts und Südosten nahe einem Waldwegekreuz, 0,6 km. Entsteht am Nordrand der Lichtung um das Waldheim auf etwa 498 m ü. NN.
  - (Waldbach), von links und Südwesten nach fast vollendeter Ostkehre wenig vor dem Flureintritt, 0,6 km. Entsteht am Nordrand der bebauten Lichtung im Wannenhäule auf etwa 500 m ü. NN.

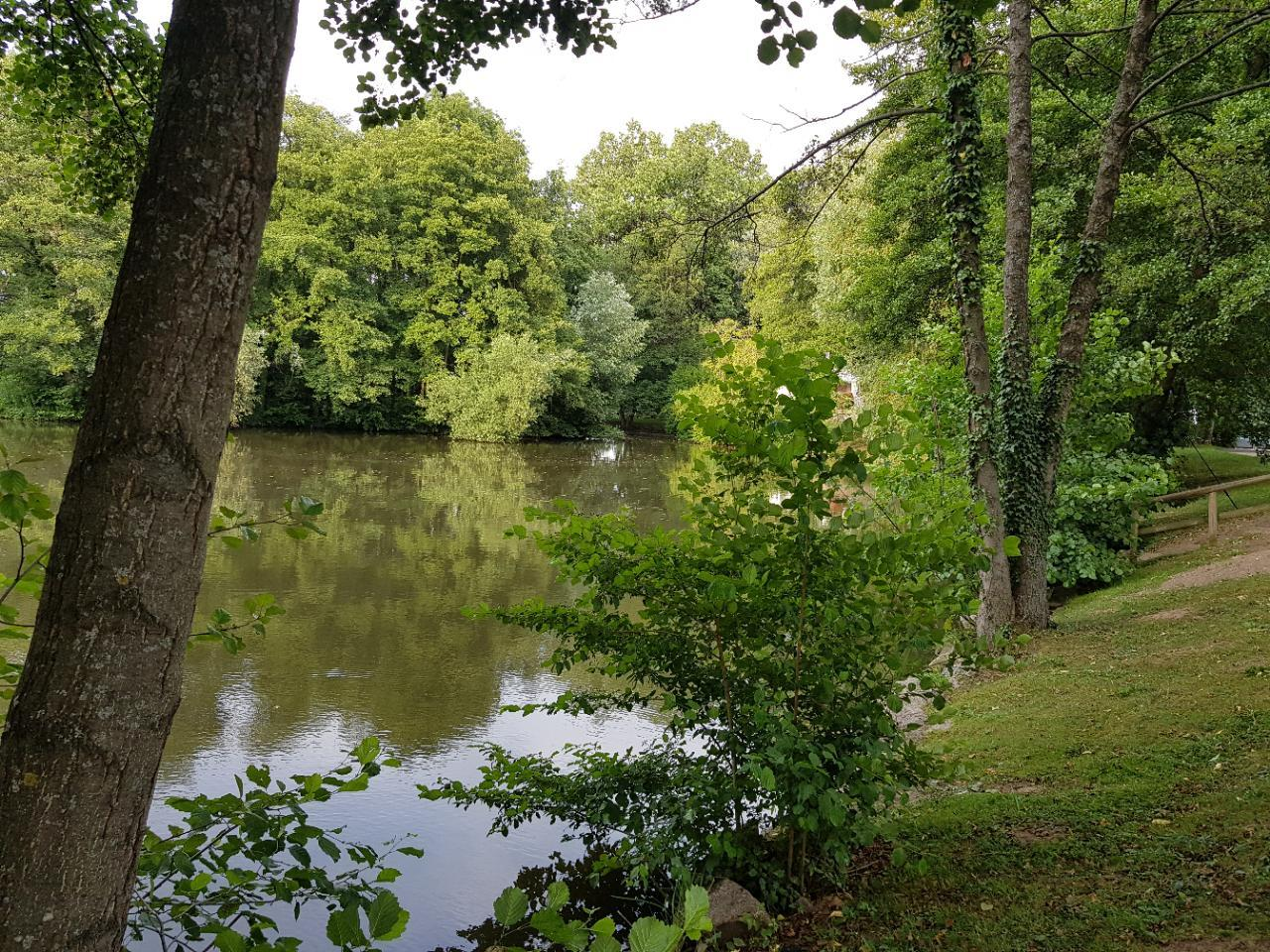
Der Riedsee am Nordrand von Möhringen

- Aischbach, linker und nördlicher Quellast, 2,2 km und 3,2 km². Entsteht an der nordöstlichen Möhringer Siedlungsgrenze an der Sigmaringer Straße auf etwa 432 m ü. NN.
  -  Durchläuft auf etwa 428 m ü. NN den 0,7 ha großen Riedsee nördlich der Möhringer Elfenstraße.
- Schwarzbach, von rechts und Westen auf etwa 384 m ü. NN einen Viertelkilometer vor der Körschtalbrücke der B 27, 5,4 km und 9,5 km². Entsteht auf etwa 481 m ü. NN etwa 200 Meter nordöstlich des Rohrer Waldheims. Läuft oft verrohrt vor allem durch bebautes Terrain. Der Unterlauf wird nach dem rechten Zulauf auch zum Teil Steinbach genannt.
  - Steinbach, von rechts und Westsüdwesten auf etwa 412 m ü. NN vor dem Zubringer zur Autobahnauffahrt Stuttgart-Möhringen an der A 8, 2,3 km. Entsteht auf etwa 442 m ü. NN an der Eisenbahngabel südlich von Dürrlewang am Rand des Waldes.
    - Hagelsbrunnenbach, von rechts und Westsüdwesten auf etwa 421 m ü. NN in den Mahden im Süden von Dürrlewang, 1,0 km.
      - (Zufluss aus dem mittleren Waldgewann Dürrlewang), von rechts und Südwesten auf etwa 423 m ü. NN am Waldaustritt, ca. 0,4 km.[13] Entsteht auf etwa 436 m ü. NN in der Mitte des Waldgewanns Dürrlewang an der Bahnlinie nach Südosten.

  - Erbgraben, von rechts und Südwesten auf 390,4 m ü. NN[14] südlich der Möhringer Dornröschenwegs und nördlich des Fasanenhofer Solferinowegs, 2,8 km. Entsteht auf etwa 427 m ü. NN östlich von Leinfelden-Echterdingen-Oberaichen an der Bahnlinie.
    - Spitzhaugraben, von links und Westen auf etwa 416 m ü. NN südwestlich der Anschlussstelle Stuttgart-Möhringen, 1,0 km. Entsteht auf etwa 429 m ü. NN an der Autobahnunterführung der Bahnlinie im Norden von Oberaichen und läuft südlich der Autobahn A 8 parallel.
    - Ziegerlochgraben, von links und Westen auf 412,1 m ü. NN[14] nordöstlich der Anschlussstelle Stuttgart-Möhringen, 1,8 km. Entsteht auf etwa 440 m ü. NN im südlichen Dürrlewang an der Nordseite der Bahnunterführung und läuft dicht im Norden A 8 parallel.
- Zettach, von rechts und Westen auf etwa 367 m ü. NN gegenüber der Plieninger Heide aus dem Naturschutzgebiet „Weidach- und Zettachwald“, 2,3 km und 1,7 km² Entsteht auf etwa 410 m ü. NN am Südrand des Fasanenhofs zu einer Gärtnerei und fließt bis zum Wald östlich der B 27 meist verdolt.
- Frauenbrunnen, von rechts und Westen auf 351,5 m ü. NN[14] im Naturschutzgebiet, 3,3 km mit dem Oberlauf Erlenbrunnen und 1,1 km[15] auf dem Namens-Unterlauf sowie 5,5 km².
  - Erlenbrunnen, Oberlauf des Frauenbrunnens, geht in diesen auf etwa 387 m ü. NN an der A 8 über, die zugleich Gemarkungsgrenze von Leinfelden-Echterdingen zu Stuttgart-Plieningen ist, 2,2 km.[15][3] Entsteht auf etwa 417 m ü. NN am Ostrand von Leinfelden im Gewann Aicher Bach und läuft östlich.
  - Hattenbach, von links und Westen auf etwa 355 m ü. NN hundert Meter vor der Frauenbrunnen-Mündung, 3,2 km mit dem Oberlauf Streitgraben und 1,3 km[15] auf dem Namens-Unterlauf. Läuft insgesamt dem Frauenbrunnen fast parallel.
    - Streitgraben, Oberlauf des Hattenbachs, geht in diesen auf etwa 387 m ü. NN an der A 8 über, die zugleich Gemarkungsgrenze von Leinfelden-Echterdingen zu Stuttgart-Plieningen ist, 1,9 km.[15][3] Entsteht auf etwa 420 m ü. NN am Ostrand von Leinfelden und läuft östlich.
- (Bach durch die Koppenklinge), von rechts und Südwesten auf etwa 350 m ü. NN wenig vor Stuttgart-Plieningen, 2,0 km mit dem Oberlauf Lachengraben und 1,1 km[15] auf dem Namens-Unterlauf. Entsteht im Bereich der Messezufahrt von der B 27.
  - Lachengraben, Oberlauf des Bachs durch die Koppenklinge, geht in diesen auf etwa 392 m ü. NN an der A 8 über, die zugleich Gemarkungsgrenze von Leinfelden-Echterdingen zu Stuttgart-Plieningen ist, 0,9 km.[15][3] Entsteht auf etwa 412 m ü. NN im Bereich der Messezufahrt von der B 27 und läuft nordöstlich.
- → (Abgang des Mühlbachs), nach links auf 346,3 m ü. NN[14] am Westrand Plieningens.
  - Heidfeldbach, von links und Nordwesten auf über 345 m ü. NN in den Mühlbach nach der Brücke der L 1205 in Plieningen, 2,5 km. Entsteht auf etwa 415 m ü. NN als Feldwegrandgraben nördlich des Heidfelds an der Straße von Möhringen nach Plieningen (L 1205).
- ← (Rücklauf des Mühlbachs), von links auf etwa 339 m ü. NN an der Brücke der Plieninger Paracelsusstraße, 0,7 km.
- Rennebach, von rechts und Südwesten auf etwa 334 m ü. NN im Osten Plieningens unmittelbar nach der Körschtalquerung der Mittleren Filderstraße (L 1016), 2,1 km. Entsteht auf etwa 385 m ü. NN an der Anschlussstelle Stuttgart-Flughafen-Messe der B 312. Durch Plieningen verdolt.
  -  Durchläuft auf 377 m ü. NN[14] bald nach dem Ursprung den 0,3 ha großen Langwieser See.
- Ramsbach, von links und Nordwesten auf 322,7 m ü. NN[14] entlang der Stadtgrenze von Stuttgart bei der Kläranlage von Ostfildern-Kemnat, 5,7 km und 16,0 km².[16] Entsteht in den Streitäckern zwischen Stuttgart-Degerloch und dem südlich gelegenen Ortsteil Hoffeld auf etwa 413 m ü. NN.
  - Tränkebach, von rechts und Westen wenige Schritte nach der Ramsbach-Quelle, 0,9 km. Entsteht auf etwa 436 m ü. NN an der K 9507 am Südrand von Degerloch.
  - (Zulauf aus dem Sulzhau), von links und Nordosten auf etwa 388 m ü. NN zwischen Hoffeld und Stuttgart-Schönberg, ca. 0,6 km.[13] Entsteht auf etwa 432 m ü. NN in der Südspitze des Oberen Waldes.
  - Weidachbach, von rechts und Westen auf 374,3 m ü. NN[14] am Schönberger Sportgelände, 2,7 km und 2,8 km². Entsteht auf etwa 423 m ü. NN am Ostrand von Möhringen, läuft zuletzt an der Nordgrenze des Hangwalds Ohnhold.
  - Kleinhohenheimer Bach, von links und Nordnordwesten auf etwa 360 m ü. NN am Südostrand von Schönberg, 3,0 km und 3,1 km². Entsteht auf etwa 465 m ü. NN am Rand des Sportzentrums Waldau auf dem Bopser.
    - (Zulauf), von rechts und Nordwesten auf unter 425 m ü. NN am Austritt aus dem Oberen Wald an der Westspitze von Sillenbuch, 0,8 km. Entsteht auf etwa 460 m ü. NN östlich eines Waldwegekreuzes im Verlauf des Königsträßles.

  - Auener Bach, von links und Nordosten auf etwa 357 m ü. NN kurz nach dem vorigen am Fuß des Kurrenwaldes, 2,4 km und 2,1 km². Entsteht auf knapp 425 m ü. NN nordwestlich von Ruit auf den Fildern (Stadt Ostfildern) als Auchtbach. Namenswechsel vermutlich an der Stadtgrenze zu Stuttgart nach ca. 0,8 km[13] Westlaufs.
    - (Zulauf vom Rappenbrunnen), von rechts und Norden auf etwa 417 m ü. NN noch auf Kemnater Gemarkung, ca. 0,2 km.[13] Diese Quelle liegt auf etwa 422 m ü. NN am südlichen Siedlungsrand von Stuttgart-Heumaden.
- → (Abgang des Kanals zur Kemnater Neumühle), nach links auf rund 321 m ü. NN an der Kemnater Kläranlage,
- ← (Rücklauf des Kanals zur Kemnater Neumühle), von links auf rund 318 m ü. NN kurz nach der Kemnater Neumühle, 0,8 km.
- Klingenbach, von links und Norden auf 315,9 m ü. NN[14] zwischen Neumühle und Ostfildern-Stockhausen, 2,0 km. Entsteht auf etwa 408 m ü. NN in Ruit am westlichen Ortsrand bei der Albstraße.
  - Riedwiesenbach, von rechts und Nordwesten auf etwa 393 m ü. NN nördlich des linken Hangwaldes Rossert, 0,6 km. Entsteht auf etwa 411 m ü. NN beim Kemnater Riederhof westlich von Ruit.
- Höfelbach, von links und Norden auf etwa 307 m ü. NN unterm Schlößle von Ostfildern-Scharnhausen, 2,1 km. Entsteht auf etwa 394 m ü. NN am Südostrand von Ruit an der Höfelbachstraße. Mit zusätzlichem, teils offenem Oberlauf in Ruit selbst.
- Rohrbach oder auch Rohrgraben, von rechts und Südwesten auf etwa 304 m ü. NN an der Körschbrücke der Nellinger Straße (L 1192) in Scharnhausen, 2,7 km. Entsteht auf etwa 367 m ü. NN östlich von Plieningen im Feldgewann Eisenrohr. In Scharnhausen überwiegend verrohrt.
- Krähenbach, von links und Norden auf etwa 298 m ü. NN am Ostrand von Scharnhausen gegenüber dem Hangwald Biesach, 2,3 km. Entsteht auf etwa 374 m ü. NN östlich von Ostfildern-Scharnhauser Park.
- Katzenbach, von links und Norden auf etwa 291 m ü. NN an der Wörnizhäuser Mühle von Nellingen, 3,1 km und 4,1 km². Entsteht auf etwa 375 m ü. NN in den Schweingruben nordwestlich von Nellingen und durchfließt es verrohrt.
  -  Speist auf etwa 349 m ü. NN beim Sportgelände am Nordwestrand von Nellingen einen 0,3 ha großen Teich.
  - (Zufluss), von links und Osten auf 314,7 m ü. NN[14] unterhalb von Nellingen, ca. 0,4 km.[13]
- → (Abgang eines Mühlgrabens), nach links auf rund 285 m ü. NN nach dessen Talsportplatz noch auf Nellinger Gemarkung. Läuft später offenbar unterirdisch.
- Osterbach, von links und Norden auf etwa 283 m ü. NN in die Körsch selbst vor dem Denkendorfer Freibad, 1,7 km. Entsteht am Nordrand von Denkendorf neben einer Gärtnerei.
  -  Entwässert auf etwa 344 m ü. NN gleich nach Laufbeginn einen Teich der Gärtnerei, unter 0,1 ha.
- ← (Rücklauf des Mühlgrabens), von links auf etwa 276 m ü. NN etwas unterhalb der Sporthalle in Denkendorf, 1,2 km.
- Erlachgraben, von rechts und Südwesten auf knapp 275 m ü. NN an der Körschbrücke in Denkendorf zum ehemaligen Kloster, 1,6 km.
  -  Entfließt auf 327 m ü. NN[14] ostwärts dem 1,3 ha großen Erlachsee (Naturschutzgebiet) an der Straße nach Neuhausen auf den Fildern.
  - (Zulauf), von rechts und Südwesten auf etwa 312 m ü. NN vor der Unterquerung der A 8, ca. 0,4 km.[13] Entsteht auf etwa 324 m ü. NN am Felbenbrunnen (Naturdenkmal).
- Sulzbach, von rechts und zuletzt Süden auf etwa 271 m ü. NN vor der Straßenbrücke der Köngener Straße in Denkendorf, 14,3 km auf der Namensabschnittskette Flinsbach–Weiherbach-Sulzbach und 4,8 km auf dem Unterlauf-Namensabschnitt sowie 42,4 km².[16] Entsteht auf etwa 312 m ü. NN in Neuhausen auf den Fildern aus dem Zusammenfluss von Waagenbach und Weiherbach und läuft ungefähr östlich. Die längste Oberlaufkette beginnt jedoch am Ursprung des dem Flinsbach zulaufenden Wegnestbrunnens und erreicht sogar 16,4 km Länge.
  - Weiherbach, rechter Haupt-Oberlauf des Sulzbachs von Westsüdwesten, 9,5 km ab dem Ursprung des Flinsbachs, 1,7 km auf dem Namens-Unterlauf sowie 21,5 km².[16] Entsteht auf unter 325 m ü. NN am Zulauf des kurzen Bühlgrabens zum Flinsbach wenig westlich des Neuhausener Siedlungsbereichs.
    - Flinsbach, teils auch Fleinsbach, linker Haupt-Oberlauf des Weiherbachs, 7,8 km. Entsteht auf etwa 401 m ü. NN neben der Bonländer Straße (K 1226) von Echterdingen nach Stetten auf den Fildern vor der Weidacher Höhe im Westen und fließt östlich.
      - Autenbrunnengraben, von links und Westnordwesten auf etwa 395 m ü. NN kurz nach der Unterquerung der K 1226, 1,2 km. Entsteht auf etwa 426 m ü. NN am Nordfuß der Weidacher Höhe. Länger als der Hauptast des Flinsbachs.
        - Autenbrunnengraben, von rechts und Westen auf etwa 405 m ü. NN, 0,4 km. Kürzerer rechter Oberlauf des hierüber stehenden, entsteht auf etwa 415 m ü. NN am Nordfuß der Weidacher Höhe.

      - Nenkersweiler Graben, von rechts und Westen auf etwa 392 m ü. NN im Stäudach zwischen den beiden Orten, 1,1 km. Entsteht
      - (Zufluss), von rechts und Westsüdwesten auf etwa 387 m ü. NN an der Stettener Kläranlage, 0,9 km. Entsteht auf etwa 395 m ü. NN am Nordrand Stettens bei der Weide am Heuweg (Naturdenkmal).
      - Wegnestbrunnen, von links und Nordwesten auf etwa 387 m ü. NN im Gelände der Kläranlage, 3,8 km. Entsteht auf etwa 430 m ü. NN zwischen dem Sportgelände im Leinfelder Südwesten und dem Schulgelände im Echterdinger Nordwesten.
        - Kätherlesbrunnen, von rechts und Westen auf etwa 417 m ü. NN am westlichen Echterdinger Siedlungsrand an der Goldäckerstraße, 0,4 km. Entsteht auf etwa 420 m ü. NN am Südrand einer Gärtnerei.
        - Herdwiesengraben, von rechts und Westen auf etwa 416 m ü. NN an der Goldäckerstraße, 0,5 km. Entsteht auf etwa 428 m ü. NN am Nordrand der Echterdinger Siedlungszone unterhalb der Schillerlinde.

      - Höfer Brühl, von rechts und Südwesten auf etwa 381 m ü. NN am Westrand des Bernhausener Gewerbegebietes in den Stegäckern, 2,0 km. Entsteht auf etwa 405 m ü. NN am Ostrand Stettens beim Höfer Brühlweg.
      - Schwendenbach, von rechts und Südwesten auf etwa 364 m ü. NN neben der Tübinger Straße in Bernhausen, 2,2 km mit längerem linken Oberlauf Scherlachgraben, 0,7 km auf dem Namens-Unterlauf. Entsteht auf etwa 373 m ü. NN südwestlich des Bernhausener Sportgeländes aus dem Zusammenfluss von Scherlachgraben und Bettlesäckergraben.
        - Scherlachgraben, linker und westsüdwestlicher Hauptoberlauf des Schwendenbachs, 1,5 km. Entsteht auf etwa 388 m ü. NN zwischen Schwendenfeld im Norden und Scherlach im Süden.
        - Bettlesäckergraben, rechter und südwestlicher Oberlauf des Schwendenbachs, 1,1 km. Entsteht auf etwa 396 m ü. NN zwischen dem Filderstadt-Plattenhardter Haldenhof und der B 27.

      - Unterer Bach, von rechts und Südwesten auf etwa 360 m ü. NN in Bernhausen zwischen Talstraße und Alter Talstraße, 3,1 km und 2,9 km². Entsteht auf etwa 440 m ü. NN im nordwestlichen Plattenhardt am Rand der Stuttgarter Straße.
        - Dachtgraben, von rechts und Osten auf etwa 376 m ü. NN beim Sportplatz an der Bernhausener Ziegelhütte, 1,0 km. Entsteht auf etwa 391 m ü. NN nahe dem Filderstadt-Sielmingener Friedhof in der Seele.

      - (Zufluss vom Ostrand Filderstadt-Sielmingens), von rechts und Südwesten auf 332,2 m ü. NN[14] gleich unterhalb von Sielmingen, ca. 0,3 km.[13] Entsteht auf etwa 340 m ü. NN am östlichen Ortsrand.

    - Bühlgraben, rechter und südwestlicher Oberlauf des Weiherbachs, 0,9 km. Entsteht auf etwa 340 m ü. NN am Hang südlich über dem Bühl.
    - →← (Abgang und Rücklauf eines Auengrabens vom Weiherbach), nach und von rechts hundert Meter nach seinem Zusammenfluss, 0,1 km.

  - Rohrbach, von rechts und Westsüdwesten auf etwa 319 m ü. NN an den Neuhausener Sportstätten, 3,0 km und 4,3 km². Entsteht auf etwa 385 m ü. NN am Südostrand Sielmingens unter dem Umspannwerk. Am Ursprung und unterhalb laufen vom rechten Hang dem Rohrbach einige unbeständige Zuflüsse von bis zu 0,9 km[13] Länge zu.
  - Waagenbach, linker Oberlauf des Sulzbachs, von links und zuletzt Norden verrohrt an der Ecke Bäderstraße/Untere Bachstraße in Neuhausen, 8,4 km auf dem Hauptstrang Katzenbach–Neuhäuser Bach–Binsach–(unterer) Waagenbach und ca. 3,1 km[15] auf dem Namensabschnitt von der Gemeindegrenze Neuhausens bis zur Mündung sowie 13,6 km².[16] Namenslauf beginnt auf etwa 343 m ü. NN im Westen an der Gemeindegrenze Neuhausens und läuft lange ostwärts.
    - Unterer Rohrbach, Oberlauf des Waagenbachs auf der Gemarkung von Filderstadt-Bernhausen, 1,1 km. Entsteht auf etwa 358 m ü. NN südlich des Flughafens Stuttgart beim Bernhausener Gewann Lache.
      -  Fließt auf über 355 m ü. NN nach wenigen Schritten durch einen Stausee, 1,1 ha.

    -  Fließt auf rund 345 m ü. NN unterhalb eines quellreichen Muldenwäldchens durch einen Stausee an den Steinäckern, 0,3 ha.
    - Binsach, von rechts und Westen auf etwa 324 m ü. NN an der Schurwaldstraße in Neuhausen, 7,2 km mitsamt den Oberläufen Katzenbach und Neuhäuser Bach und 1,6 km[15] auf dem Namens-Unterlauf ab der Neuhausener Gemeindegrenze sowie 4,9 km². Setzt auf etwa 340 m ü. NN den Neuhäuser Bach fort.
      - Neuhäuser Bach, Oberlauf der Binsach vom Ende der Unteren Bachstraße in Bernhausen bis zur Gemarkungsgrenze zu Neuhausen, 1,9 km.[15] Setzt den Katzenbach auf unter 365 m ü. NN fort.
        - Katzenbach, Oberlauf des Neuhäuser Bachs, 3,7 km.[15] Entsteht auf etwa 397 m ü. NN südöstlich von Echterdingen neben der Straße von dort nach Neuhausen (L 1208a) und fließt östlich. Durch Bernhausen verdolt.

  - Rotbach, von rechts und Südwesten auf 293,6 m ü. NN[14] aus den Rotwiesen vor der Neuhausener Kläranlage auf 293,6 m ü. NN unter der Buchhalde, 2,1 km und 2,6 km². Entsteht auf etwa 371 m ü. NN zwischen Bühl im Norden und Scharnholz im Süden im Neuhauser Tal.
    - (Nichtbeständiger Zufluss), von links und Südwesten auf etwa 347 m ü. NN an der Westspitze des Rothaus, bis zu 0,9 km.[13] Entsteht auf etwa 385 m ü. NN am Waldparkplatz neben der Straßenschneise der L 1202 zwischen den Waldgewannen Horb im Westen und Scharnholz im Osten.
    - (Waldklingenzufluss), von rechts und Südosten auf etwa 324 m ü. NN an der westlichen Flurgrenze des Steighaus, ca. 0,4 km.[13] Entsteht auf bis zu 360 m ü. NN.
    - (Hangquellenzufluss), von rechts und Südosten auf etwa 312 m ü. NN an der nordwestlichen Flurgrenze des Steighaus, ca. 0,3 km.[13] Quelle auf etwa 355 m ü. NN.

  - (Nichtbeständiger Waldklingenzufluss), von rechts und Südosten auf etwa 282 m ü. NN am Steg etwa 400 Meter vor dem Sulzbachviadukt der A 8, ca. 0,7 km.[13] Entsteht auf bis zu 345 m ü. NN im Norden des Waldgewanns Espach.
- (Graben aus Richtung der Köngener Buchenhöfe), von rechts und Ostsüdosten auf etwa 269 m ü. NN gegenüber der Gottlieb-Daimler-Straße, 1,2 km.[13] Entsteht auf etwa 323 m ü. NN in den Garnweiden.
- Klingenbach, von rechts und Südosten auf etwa 257 m ü. NN zwischen Denkendorfer Kläranlage und Friedrichsmühle, 2,3 km mit Oberlauf Bächgraben, Namens-Unterlauf 0,3 km.[15] Setzt auf etwa 285 m ü. NN ab der Gemeindegrenze von Köngen zu Denkendorf in der Klinge den Bächgraben fort.
  - Bächgraben, Oberlauf des Klingenbachs, 2,0 km.[3][15] Entsteht auf etwa 330 m ü. NN nördlich des Köngener Friedhofs als wegbegleitender Graben nach Westen.
- (Zufluss aus dem Kempfler), von rechts und Südosten auf unter 255 m ü. NN an einer Waldwegbrücke neben der L 1205, 1,5 km.[13] Entsteht auf etwa 331 m ü. NN zwischen den Köngener Birken- und Erlenhöfen. Unbeständig.

Mündung der Körsch an der Gemarkungsgrenze von Deizisau zu Esslingen auf 242,1 m ü. NN von links und zuletzt Süden in den Neckar. Die Körsch ist hier ab dem Ursprung ihres längeren Quellbachs Sindelbach 26,8 km lang, auf ihrem Namensabschnitt ab dem Zusammenfluss ihrer beiden Quellbäche 21,1 km und hat ein Einzugsgebiet von insgesamt 130,1 km².

### Orte an der Körsch
- Stuttgart-Vaihingen
- Stuttgart-Möhringen
- Stuttgart-Plieningen
- Scharnhausen
- Denkendorf

## Natur und Umwelt, Schutzgebiete
Die Körsch durchfließt mehrere Schutzgebiete. Im Oberlauf auf Stuttgarter Gebiet zwischen Möhringen und Hohenheim das Landschaftsschutzgebiet Das ganze Körschtal mit einer Fläche von 214,1 Hektar, ausgewiesen durch Verordnung der Stadt Stuttgart vom 10. November 1961 (Schutzgebietsnummer 1.11.028) und das Naturschutzgebiet Weidach- und Zettachwald. An der Grenze zum Kreis Esslingen fließt die Körsch durch das Naturschutzgebiet Nr. 1180-Häslachwald.
Im Landkreis Esslingen sind es zwei Landschaftsschutzgebiete. Das Gebiet Mittleres Körschtal ist 716,0 Hektar groß und seit 1. August 1996 geschützt (Schutzgebietsnummer 1.16.092). Es folgt das Gebiet Unteres Körschtal. Es ist durch Verordnung des Landratsamts Esslingen vom 10. Oktober 1978 ebenfalls als Landschaftsschutzgebiet ausgewiesen. Das Gebiet mit der Schutzgebietsnummer 1.16.014 hat eine Größe von 474,0 Hektar.
In den Jahren 2007 und 2008 wurde im Mündungsbereich der Körsch auf einigen hundert Metern der Flusslauf renaturiert.
Laut eines Gutachtens aus dem Jahr 2021 ist die Wasserqualität der Körsch „unbefriedigend bis mäßig“. So würde die Körsch gerade in trockenen Sommermonaten ohne den Zufluss durch das Klärwerk Möhringen komplett trockenfallen. Es ist geplant, das Klärwerk zu modernisieren, wobei auch danach nur mit einer mäßigen Verbesserung der Wasserqualität zu rechnen ist.

## Fischerei
Der Fischereiverein Esslingen hat an der Körsch und dem Sulzbach eine Pacht von 15 km Länge. Vorkommende Fischarten sind Bachforellen, Regenbogenforellen, Barben, Döbel, Rotaugen/Rotfedern, Stichlinge, Elritzen und andere Weißfische. Jedes Jahr führt der Fischereiverein Esslingen an der Körsch Besatzmaßnahmen durch. Meist werden im Frühjahr ausschließlich Bachforellen eingesetzt. Für Fliegenfischer ist die Körsch eine Herausforderung.

## Sonstiges
Der nahe Scharnhausen gelegene historische Ort Wörnitzhausen/Wermeshausen ist im Laufe der Zeit spurlos verschwunden. Es ist anzunehmen, dass der Ort im Krieg zwischen Esslingen und Württemberg um 1448 abbrannte.
Im Jahr 2023 wurde das Hochwasserrückhaltebecken K1269/Körsch in Ostfildern-Scharnhausen zum Preis von ca. 6,9 Mio. Euro fertiggestellt. Es hat ein Einzugsgebiet von 57 Quadratkilometern und einen Hochwasserrückhalteraum von 183.000 Kubikmeter.